# Wahlbezirk Kärnten 4
Der Wahlbezirk Kärnten 4 war ein Wahlkreis für die Wahlen zum Abgeordnetenhaus im österreichischen Kronland Kärnten. Der Wahlbezirk wurde 1907 mit der Einführung der Reichsratswahlordnung geschaffen und bestand bis zum Zusammenbruch der Habsburgermonarchie.

## Geschichte
Nachdem der Reichsrat im Herbst 1906 das allgemeine, gleiche, geheime und direkte Männerwahlrecht beschlossen hatte, wurde mit 26. Jänner 1907 die große Wahlrechtsreform durch Sanktionierung von Kaiser Franz Joseph I. gültig. Mit der neuen Reichsratswahlordnung schuf man insgesamt 516 Wahlbezirke, wobei mit Ausnahme Galiziens in jedem Wahlbezirk ein Abgeordneter im Zuge der Reichsratswahl gewählt wurde. Der Abgeordnete musste sich dabei im ersten Wahlgang oder in einer Stichwahl mit absoluter Mehrheit durchsetzen. Der Wahlkreis Kärnten 4 umfasste die Gerichtsbezirke Völkermarkt, Eberstein und Althofen.
Aus der Reichsratswahl 1907 ging aus der Stichwahl Josef Nagele als Sieger hervor. Er konnte sein Mandat bei der Reichsratswahl 1911 in der Stichwahl verteidigen.

## Wahlergebnisse

### Reichsratswahl 1907
Die Reichsratswahl 1907 wurde am 14. Mai 1907 (erster Wahlgang) sowie am 23. Mai 1907 (Stichwahl) durchgeführt.

#### Erster Wahlgang
| Kandidat                                                                    | Partei                             | Wahlkreis- stimmen | Stimmen- anteil |
| --------------------------------------------------------------------------- | ---------------------------------- | ------------------ | --------------- |
| Josef Nagele                                                                | Deutsche Volkspartei               | 1753               | 36,4 %          |
| Florian Ellersdorfer                                                        | Christlichsoziale Partei           | 1547               | 32,1 %          |
| Wilhelm Eich                                                                | Sozialdemokratische Arbeiterpartei | 1509               | 31,3 %          |
| Sonstige                                                                    |                                    | 8                  | 0,2 %           |
| Wahlberechtigte: 6480, Ungültige/Leere Stimmen: 53, Wahlbeteiligung: 75,2 % |                                    |                    |                 |

#### Stichwahl
| Kandidat                                                              | Partei                   | Wahlkreis- stimmen | Stimmen- anteil |
| --------------------------------------------------------------------- | ------------------------ | ------------------ | --------------- |
| Josef Nagele                                                          | Deutsche Volkspartei     | 2791               | 59,5 %          |
| Florian Ellersdorfer                                                  | Christlichsoziale Partei | 1897               | 40,5 %          |
| Wahlberechtigte: 6480, Ungültige Stimmen: 21, Wahlbeteiligung: 72,3 % |                          |                    |                 |

### Reichsratswahl 1911
Die Reichsratswahl 1911 wurde am 13. Juni 1911 (erster Wahlgang)  sowie am 20. Juni 1911 (Stichwahl) durchgeführt.

#### Erster Wahlgang
| Kandidat                                                                    | Partei                             | Wahlkreis- stimmen | Stimmen- anteil |
| --------------------------------------------------------------------------- | ---------------------------------- | ------------------ | --------------- |
| Josef Nagele                                                                | Deutsche Volkspartei               | 1863               | 44,4 %          |
| Wilhelm Eich                                                                | Sozialdemokratische Arbeiterpartei | 1584               | 37,8 %          |
| Rutter                                                                      | slowenisch-christlichsozial        | 510                | 12,2 %          |
| Rescher                                                                     | Christlichsoziale Partei           | 172                | 4,1 %           |
| Sonstige                                                                    |                                    | 27                 | 0,6 %           |
| Wahlberechtigte: 6568, Ungültige/Leere Stimmen: 38, Wahlbeteiligung: 63,9 % |                                    |                    |                 |

#### Stichwahl
| Kandidat                                                              | Partei                             | Wahlkreis- stimmen | Stimmen- anteil |
| --------------------------------------------------------------------- | ---------------------------------- | ------------------ | --------------- |
| Josef Nagele                                                          | Deutsche Volkspartei               | 2493               | 53,3 %          |
| Wilhelm Eich                                                          | Sozialdemokratische Arbeiterpartei | 2182               | 46,7 %          |
| Wahlberechtigte: 6568, Ungültige Stimmen: 45, Wahlbeteiligung: 71,9 % |                                    |                    |                 |